# 岗上镇
岗上镇，是中华人民共和国河北省石家庄市藁城区下辖的一个乡镇级行政单位。

## 行政区划
岗上镇下辖以下地区：
岗上村、小丰村、故城村、庄合村、双庙村、台西村、故献村、西辛庄村、杜村、东邑村和大同村。